# Strong Republic Transit System

Plan du réseau du SRTS en octobre 2010.

Le Strong Republic Transit System est un projet destiné à intégrer l'ensemble des transports publics ferroviaires de Manille aux Philippines. 

## Historique
Le système vise à créer « un système de transport en commun fiable, complet et intégré aux standards internationaux » en unifiant les réseaux existants. Le projet a été lancé à l'instigation de la présidente Gloria Macapagal-Arroyo le 14 juin 2003. Il concerne les trois réseaux ferrés de Metro Manila :
- Le Manila Light Rail Transit System, avec les lignes LRT-1 et LRT-2
- Le Manila Metro Rail Transit System, avec les lignes MRT-3 et MRT-7
- La Philippine National Railways, avec le service de train de banlieue (Commuter Lines)

Depuis 2015 une carte de paiement sans contact a été introduite : la Beep Card. Elle est utilisable sur les lignes LRT-1, LRT-2 et MRT-3.

## Réseau
| Ligne                    | Type               | Parcours                          | Mise en service   | Stations | Capacité           | Notes                                    |
| ------------------------ | ------------------ | --------------------------------- | ----------------- | -------- | ------------------ | ---------------------------------------- |
| LRT-1                    | Métro léger aérien | Roosevelt - Baclaran              | 1er décembre 1984 | 20       | 500 000 / jour     |                                          |
| LRT-2                    | Métro léger aérien | Santolan - Recto                  | 5 avril 2003      | 11       | 240 000 / jour     |                                          |
| MRT-3                    | Métro léger aérien | North Avenue - Taft Avenue        | 15 décembre 1999  | 13       | 300 000 / jour     | Prévue pour être portée à 600 000 / jour |
| MRT-7                    | Métro léger aérien | North Avenue - San Jose del Monte | Prévue pour 2021  | 14       | 300 000 / jour     | Prévue pour être portée à 800 000 / jour |
| Manila Subway            | Métro souterrain   | Mindanao avenue - Bicutan station | Prévue pour 2025  | 17       | 1,5 million / jour |                                          |
| Makati Intra-city Subway | Métro souterrain   | EDSA - University of Makati       | Prévue pour 2025  | 10       | 700 000 / jour     |                                          |
| PNR North - South        | Train de banlieue  | Malabon - Los Banos               | 24 novembre 1892  | 36       | 140 000 / jour     | Capacité en 2020                         |